# Майер, Иоганн Якоб (редактор)
Иоганн Якоб Майер (нем. Johann Jakob Meyer; 30 декабря 1798, Цюрих − 11 апреля 1826, Месолонгион) — швейцарский филэллин, участник Освободительной войны Греции 1821—1829 годов, участник обороны и прорыва города Месолонгион (Третья осада Месолонгиона), редактор (практически) первой газеты революционной Греции.

## Биография
Йоханн Яков Мейер родился в Цюрихе (Швейцария) в 1798 году.
Будучи сыном медиков, он прожил беззаботную молодость, неоднократно вступал в конфликт с моральными концепциями своего окружения.
Окончив свою учёбу на фармацевта, он поступил учиться на медицинский факультет в городе Фрайбург-в-Брайсгау, но вскоре бросил свою учёбу.
Это не помешало молодому человеку предстать перед Комитетом помощи Греции в городе Берн как «Йоханн Якоб Мейер, врач и хирург», что обеспечило ему его морской переезд в сражающуюся Грецию.
По прибытии в Грецию Мейер принял участие в морском сражении в Патраском заливе 5 и 6 марта 1822 года под командованием Андреаса-Вокоса Миаулиса.
По окончании этого сражения он остался в городе Месолонгион, где женился на гречанке, принял православие и в короткий промежуток времени стал уважаемым жителем города. 30 ноября 1823 года в Месолонгион прибыл английский филэллин полковник Лестер Стэнхоуп, который привёз с собой, кроме прочего, и 3 типографии. Познакомившись с Мейером, Стэнхоуп восторженно писал о нём в своем письме от 13 декабря 1823 года: «Здесь обосновался швейцарец д-р Мейер. Ему присущи все положительные черты его соотечественников, к тому же он приспособился к греческому характеру. Я советую грекам держать всегда перед своими глазами швейцарские институты, а их вождям — Вашингтона».

## Эллиника Хроника
В газете Эллиника Хроника (Греческие Хроники), которую с 1 января 1824 г. начал печатать греческий типограф из Фессалоники Димитриос Местенеас, Стэнхоуп доверил Мейеру редакцию. Первая газета революционной Греции была издана в городе Каламата Т. Фармакидисом в августе 1821 года, но вышло только три номера: 1, 5 и 20 августа.
В силу этого в Греции принято считать, что первой газетой революции была именно Эллиника Хроника, выходившая с перерывами, по причине осады, с 1 января 1824 года по 20 февраля 1826 года.
Хотя газета и Мейер часто становились орудиями интриг греческого политика Маврокордато против военачальников, Мейер через газету проводил свои демократические антимонархистские взгляды. Его газету можно по праву считать одним из ранних примеров свободы печати. Это создало напряженность в отношениях Мейера и лорда Байрона, который прибыл в Месолонгион 24 декабря 1823 года.
Байрон считал, что откровенная демократическая и антимонархистская линия газеты может причинить только вред Греческой революции, к которой и без того были враждебно настроены монархии и консервативные круги Европы.
В своем письме от 19 марта 1824 года банкиру Сэмюэлу Барффу Байрон писал: «доктор Мейер, издатель с нерушимой свободой печати, признает только Свободу, которую он блюдет безгранично, согласно его желанию и удовольствию. Он автор статьи против монархии, от которой он, может, и получит выгоду и славу, но издатели получат проблемы, если они не предпримут меры. Из всех маленьких тиранов он самый маленький, как и большинство демагогов, что я знавал. Он швейцарец по рождению, но хочет быть эллином, женился на гречанке, поменял свою религиозную догму».

## Оборона и прорыв Месолонигона
К концу 1825 г. защитники города отбили все атаки османской армии. Многие, и Мейер в том числе, решили, что осада окончена. Мейер был первым, кто вернул свою семью с островка Каламос (Ионические острова), находившегося тогда под британским контролем, что вскоре стало роковым шагом для обороны города и самих семей. Когда к Месолонгиону подошла и египетская армия, осада возобновилась. Газета продолжала выходить с перерывами. Хотя Мейер наложил сам на себя военную цензуру, газету читали и командующие турецко-египетских армий, пытавшиеся любыми путями добыть её экземпляры.
Героические защитники города продолжали оборону, но голод вынудил их принять решение. Отказавшись от сдачи туркам, защитники и жители города пошли в ночь 11 апреля 1826 г. на прорыв.
Мейер за несколько часов до своего конца написал другу (письмо сохранилось):
«Я горжусь мыслью о том, что кровь швейцарца, внука Вильгельма Телля, смешается с кровью героев Эллады».
Мейер и его семья шли в колонне гражданского населения. Ни Мейер, ни его жена и двое детей не вышли живыми из прорыва. В Парке Героев города Месолонгион установлен памятный барельеф в его честь.
Если в самой Швейцарии Мейер мало известен, то в Греции имя этого швейцарского филэллина помнят и чтят: как участника обороны Месолонгиона, отдавшего свою жизнь за свободу страны, как человека, стоявшего у истоков печати революционной Греции, и как раннего представителя свободы печати.